# Wola (Silésie)
Pour les articles homonymes, voir Wola.
Wola est une localité polonaise de la gmina de Miedźna, située dans le powiat de Pszczyna en voïvodie de Silésie.